# Halogeenzuurstofzuur
De benaming halogeenzuurstofzuur of halogeenoxozuur wordt gehanteerd voor de groep van anorganische oxozuren die een halogeenelement als centraal element in hun structuurformule dragen. De algemene brutoformule is HXOn (met X = F, Cl, Br, I en n = 1, 2, 3 of 4). Door de grote zeldzaamheid en radioactiviteit van astaat, komen oxozuren van dit element niet voor.
Fluor kent slechts 1 oxozuurverbinding, namelijk het onstabiele waterstofhypofluoriet (HFO). Van de andere drie halogenen zijn steeds vier verbindingen bekend. De meeste hiervan zijn relatief instabiel en slechts als oplossing in water beschreven. De zouten ervan zijn meestal wel stabiel.
De sterkte van de zuren neemt toe met het aantal zuurstofatomen, wegens het elektronenzuigende karakter van zuurstof. Zo is waterstofperchloraat een sterker zuur dan waterstofchloriet. De sterkte van zuren neemt af met toenemende afmeting in atoomstraal van het halogeenelement. Zo is waterstofchloraat sterker dan waterstofbromaat, dat op zijn beurt sterker is dan waterstofjodaat. Dit heeft te maken met het feit dat het zuur karakter stijgt met stijgende elektronegativiteit van het halogeenelement.
Een tweede, parallel lopende verklaring gaat uit van de elektrostatische afstoting tussen het positief geladen waterstofion en het ook positief geladen halogeenatoom.
- Naarmate de lading van het halogeen-atoom stijgt neemt de afstoting tussen proton en halogeen-atoom toe, waardoor het proton makkelijker afgestaan wordt. De lading van het halogeenatoom stijgt met het aantal zuurstofatomen.
- Naarmate het halogeen-atoom groter is zal de afstoting tussen proton en halogeenatoom afnemen. Het proton wordt minder sterk afgestoten, dus de zuursterkte daalt.

## Lijst van halogeenzuurstofzuren
Onderstaande tabel geeft een overzicht van de verschillende halogeenzuurstofzuren, samen met hun brutoformule, zuurconstante en de zuurrest.
| Naam                                           | Brutoformule                  | Zuurconstante (pKa)           | Zuurrest                      | Naam van de zuurrest          |                               |                               |                               |                               |                               |
| Fluorbevattende zuurstofzuren                  | Fluorbevattende zuurstofzuren | Fluorbevattende zuurstofzuren | Fluorbevattende zuurstofzuren | Fluorbevattende zuurstofzuren | Fluorbevattende zuurstofzuren | Fluorbevattende zuurstofzuren | Fluorbevattende zuurstofzuren | Fluorbevattende zuurstofzuren | Fluorbevattende zuurstofzuren |
| ---------------------------------------------- | ----------------------------- | ----------------------------- | ----------------------------- | ----------------------------- | ----------------------------- | ----------------------------- | ----------------------------- | ----------------------------- | ----------------------------- |
| waterstofhypofluoriet, hypofluorigzuur         | HFO, FOH                      | −                             | OF−                           | hypofluoriet                  |                               |                               |                               |                               |                               |
| Chloorbevattende zuurstofzuren                 |                               |                               |                               |                               |                               |                               |                               |                               |                               |
| waterstofhypochloriet, hypochlorigzuur         | HClO, ClOH                    | 7,49                          | OCl−                          | hypochloriet                  |                               |                               |                               |                               |                               |
| waterstofchloriet, chlorigzuur                 | HClO2, ClO(OH)                | 1,96                          | ClO2−                         | chloriet                      |                               |                               |                               |                               |                               |
| waterstofchloraat, chloorzuur                  | HClO3, ClO2(OH)               | −1                            | ClO3−                         | chloraat                      |                               |                               |                               |                               |                               |
| waterstofperchloraat, perchloorzuur            | HClO4, ClO3(OH)               | −10                           | ClO4−                         | perchloraat                   |                               |                               |                               |                               |                               |
| Broombevattende zuurstofzuren                  |                               |                               |                               |                               |                               |                               |                               |                               |                               |
| waterstofhypobromiet, hypobromigzuur           | HBrO, BrOH                    | 8,7                           | OBr−                          | hypobromiet                   |                               |                               |                               |                               |                               |
| waterstofbromiet, bromigzuur                   | HBrO2, BrO(OH)                | −                             | BrO2−                         | bromiet                       |                               |                               |                               |                               |                               |
| waterstofbromaat, broomzuur                    | HBrO3, BrO2(OH)               | ca. 0                         | BrO3−                         | bromaat                       |                               |                               |                               |                               |                               |
| waterstofperbromaat, perbroomzuur              | HBrO4, BrO3(OH)               | −                             | BrO4−                         | perbromaat                    |                               |                               |                               |                               |                               |
| Joodbevattende zuurstofzuren                   |                               |                               |                               |                               |                               |                               |                               |                               |                               |
| waterstofhypojodiet, hypojodigzuur             | HIO, IOH                      | 10,8                          | OI−                           | hypojodiet                    |                               |                               |                               |                               |                               |
| waterstofjodiet, jodigzuur                     | HIO2, IO(OH)                  | −                             | IO2−                          | jodiet                        |                               |                               |                               |                               |                               |
| waterstofjodaat, joodzuur                      | HIO3, IO2(OH)                 | 0,75                          | IO3−                          | jodaat                        |                               |                               |                               |                               |                               |
| waterstofperjodaat, perjoodzuur                | HIO4, IO3(OH)                 | −                             | IO4−                          | perjodaat                     |                               |                               |                               |                               |                               |
| pentawaterstoforthoperjodaat, orthoperjoodzuur | H5IO6, IO(OH)5                | 3,29                          | IO65−                         | orthoperjodaat                |                               |                               |                               |                               |                               |